# Свидеровка (Орловская область)
Свидеровка — деревня в Верховском районе Орловской области. Входит в состав Коньшинского сельского поселения. Население — 6 чел. (2010).

## География
Свидеровка находится в северо-восточной части области на Среднерусской возвышенности.
Часовой пояс
деревня Свидеровка, как и вся Орловская область, находится в часовой зоне МСК (московское время). Смещение применяемого времени относительно UTC составляет +3:00.

## Население
| 2010 |
| ---- |
| 6    |

Национальный состав
Согласно результатам переписи 2002 года, в национальной структуре населения русские составляли 100 % от общей численности населения в 21 жителей.